# مينغامونيوث
بلدية مينغامونيوث (بالإسبانية: Mengamuñoz) هي بلدية تقع في مقاطعة آبلة التابعة لمنطقة قشتالة وليون وسط إسبانيا.

## الديموغرافيا
بلغ عدد سكان بلدية مينغامونيوث 67 نسمة عام 2011 (وفقاً للمعهد الوطني للإحصاء الإسباني).
| 74 | 75 | 66 | 68 | 67 | 67 | 67 |